# Cantón de Montgeron
El cantón de Montgeron era una división administrativa francesa, que estaba situada en el departamento de Essonne y la región de Isla de Francia.

## Composición
El cantón estaba formado por la comuna que le daba su nombre:
- Montgeron

## Supresión del cantón de Montgeron
En aplicación del Decreto n.º 2014-230 de 24 de febrero de 2014, el cantón de Montgeron fue suprimido el 22 de marzo de 2015 y su comuna pasó a formar parte, una fracción del nuevo cantón de Draveil y otra fracción del nuevo cantón de Vigneux-sur-Seine.